# ТЕС Хабшан-5
23°54′35″ пн. ш. 53°42′23″ зх. д. / 23.90972° пн. ш. 53.70639° зх. д.
ТЕС Хабшан-5 – теплова електростанція, котра відноситься до комплексу споруд газопереробного заводу Хабшан-5 (Об’єднані Арабські Емірати). 
З початку 1980-х у еміраті Абу-Дабі розвивається гігантський газопереробний комплекс Хабшан. В 2013-му його доповнили ГПЗ Хабшан-5, майданчик якого розташований за десяток кілометрів від попередніх черг. У складі цього нового заводу наявна власна ТЕС потужністю 250 МВт, яку обладнали вісьмома встановленими на роботу у відкритому циклі газовими турбінами General Electric Frame 6 потужністю по 32 МВт.